# Be West
 (décembre 2019).
Si vous disposez d'ouvrages ou d'articles de référence ou si vous connaissez des sites web de qualité traitant du thème abordé ici, merci de compléter l'article en donnant les références utiles à sa vérifiabilité et en les liant à la section « Notes et références ».
Albums de Jeanne Mas
The Missing Flowers 7 nights
Singles
Be West est le onzième album studio de la chanteuse Jeanne Mas. Il est sorti en mai 2008 chez Edina Music.

## Titres
| Version CD | Version CD                | Version CD | Version CD                                 | Version CD | Version CD | Version CD | Version CD | Version CD | Version CD |
| No         | Titre                     | Auteur     | Interprètes                                | Durée      |            |            |            |            |            |
| ---------- | ------------------------- | ---------- | ------------------------------------------ | ---------- | ---------- | ---------- | ---------- | ---------- | ---------- |
| 1.         | Be West                   |            | Jeanne Mas                                 | 3:49       |            |            |            |            |            |
| 2.         | Phoenix                   |            | Jeanne Mas                                 | 2:04       |            |            |            |            |            |
| 3.         | Dans les étoiles          |            | Jeanne Mas, Xavier Géromini                | 4:27       |            |            |            |            |            |
| 4.         | Tendance adrénaline       |            | Jeanne Mas                                 | 4:39       |            |            |            |            |            |
| 5.         | Impossible                |            | Jeanne Mas, Roberto Briot, Xavier Géromini | 3:28       |            |            |            |            |            |
| 6.         | J'roule pas               |            | Jeanne Mas, Roberto Briot                  | 4:27       |            |            |            |            |            |
| 7.         | Love & Lord               |            | Jeanne Mas                                 | 3:37       |            |            |            |            |            |
| 8.         | Plus jamais               |            | Jeanne Mas, Roberto Briot                  | 3:52       |            |            |            |            |            |
| 9.         | La garce                  |            | Jeanne Mas, Xavier Géromini                | 4:03       |            |            |            |            |            |
| 10.        | Les écrans blancs du soir |            | Jeanne Mas, Roberto Briot                  | 2:42       |            |            |            |            |            |
| 11.        | Sébastien                 |            | Jeanne Mas, Xavier Géromini                | 5:34       |            |            |            |            |            |
| 39:29      |                           |            |                                            |            |            |            |            |            |            |

## Crédits
- Jeanne Mas : Chant, chœurs
- Jeremy Still : Séquences de guitares
- Willis Clow, Tomer Shtein : Guitare
- Todd Connelly : Basse
- Matt Lesser, Pierre Restel : Batterie
- Jennifer Argenti : Violon